# 기니
기니(영어: Guinea, 프랑스어: Guinée 기네[*])는 아프리카의 서쪽 끝 대서양 연안에 있는 공화국으로, 수도는 코나크리이다. 기니라는 이름은 베르베르어파로 "흑인의 땅"을 의미한다.
대서양 연안과 라이베리아에 인접한 동남부지역은 열대몬순기후로 고온다습하고, 내륙의 푸타-잘롱(Fouta-Djalon) 산지에서 니제르강 상류에 이르는 지방은 사바나성 기후의 영향을 받는다. 구 프랑스령 서아프리카. 1958년 프랑스 공동체의 일원이 되기를 거부하고 동년 10월 2일 완전 독립을 선언했다. 그 후 프랑스와의 관계는 악화됐다. 1984년 무혈 쿠데타로 집권한 콘테 대통령은, 좌경노선에서 온건·비동맹노선으로 선회했다.
주민은 물라니·말링케·수수족 등의 부족이며, 대부분이 이슬람교이다. 공용어는 프랑스어.농업인구가 전체 인구의 80%이며, 상품작물로서 커피·바나나·카카오가 중요하다. 지하자원으로는 금·철광석 등이 풍부하며, 보크사이트는 세계 생산량의 3분의 2를 차지하고 매장량은 세계 3위이다. 광산물이 수출의 90%.구소련의 원조로 수력발전소와 알루미늄 공장이 건설되고, 중국의 원조로 바마코·코나크리 철도가 건설되었다.
수도 코나크리는 정치·경제·문화의 중심. 기니는 대통령이 노동지도자 출신인 까닭에 노동조합의 세력이 강하다. 문화면에서는 세계적으로 알려진 국립극단과 발레단이 있고, 독자적인 악기에 의한 민족음악이나 무용이 성하다. 독립 후 교육의 보급에 힘쓰고 있는데 특히 기술교육에 중점을 두어, 공무원·교원을 양성하는 전문학교 외에, 이웃해 있는 말리의 고등교육기관과 협력관계에 있는 기니·말리대학에 이공학부(理工學部)가 설립되어 있다. 프랑스와 프랑스적 제도로부터의 탈피를 목적으로 1968년부터 8개의 부족어(部族語)를 국어로 삼기 위한 일종의 교육혁명이 이루어지고 있다.

## 역사
제2차 세계 대전이 끝난 후 프랑스는 프랑스 식민지를 프랑스 공동체에 가입시켜 자율성과 즉시 독립 또는 선택권을 주었다. 그러자 기니에선 1958년 프랑스 공동체를 탈퇴하였고, 1958년 10월 2일 대통령으로 기니민주당(PDG)의 아메드 세쿠 투레가 되었고 아메드 세쿠 투레는 국민 투표를 실시해 공화국을 선포하고 독립을 선언했다.
1968년 1월 아메드 세쿠 투레가 재선하기부터 기니는 일당 공산독재가 시작했다. 아메드 세쿠 투레는 1974년과 1982년 총선거에서 승리, 독재의 길을 걸었다. 그리고 독재를 위해 당 및 정부안에 자신의 위치가 자리 잡기위해서 아메드 세쿠 투레는 점차적으로 자신의 출신 부족인 말린케족에 의지했다. 그래서 기니는 아메드 세쿠 투레의 망상으로 외국 국가에게서 고립되어 경제를 파탄에 이르게 만들었다.
아메드 세쿠 투레는 1984년 3월 26일 미국에서 사망했고, 기니 군에서는 1984년 4월 3일, 란사나 콩테가 쿠데타를 일으켜 정권을 잡았다. 그는 기니민주당과 의회를 해산하고, 25명으로 구성된 국가재건군사위원회(CMRN)를 구성, 란사나 콩테는 대통령이 되었다. 란사나 콩테은 즉시 이전 정권 기록을 비난하고, 정치범을 석방하고 사회주의 체제에서 벗어나려 했다. 하지만 이 조치는 민심을 얻기 위한 것이었고, 나라의 빈곤은 나아지지 않고 민주주의로의 이동의 움직임을 보이지 않았다. 란사나 콩테는 1990년 12월 23일 신헌법을 국민 투표로 통과시키고, 1992년에는 복수정당제를 도입하고, 1993년 12월 대통령 선거 및 1995년 6월 총선을 실시, 정권을 민정에 반환했다. 그러던 중 1996년, 쿠데타로 대통령궁이 폭격되었고, 이어서 1998년 6월 기네비소 정변에는 군병력 파견을 하는 등 국내 상황이 급박하게 돌아갔다. 란사나 콩테는 1998년 12월 대통령 재선을 했다. 2003년 12월, 그는 3선에 성공했다. 2007년 2월에는 란사나 콩테 정부에 반대하는 총파업이 일어났으나 계엄군이 무차별 발포를 가해 최소 120명 이상이 숨졌다. 란사나 콩테가 2008년 12월 22일에 사망한 직후 육군 대위 무사 다디스 카마라가 쿠데타를 일으켜 새로운 군사 정권이 수립되었다.

## 지리
북서쪽으로는 기니비사우와 세네갈, 북동쪽으로는 말리, 남동쪽으로는 코트디부아르와 라이베리아, 그리고 서남쪽으로는 시에라리온과 국경을 맞대고 있다.
나이저강, 세네갈강, 감비아강의 발원지이다. 전체 면적은 245,857 제곱킬로미터인데 영국과 거의 비슷한 크기이며 미국의 미시간 주보다 약간 작다. 320 킬로미터에 달하는 해안선이 있다.
가장 높은 곳은 님바 산으로 해발 1,752 m이다. 코트디부아르와 접경을 하는 지역은 UNESCO 자연보호구역으로 지정되어 있다.

## 정치
기니의 정치는 대통령 공화국 체제로 대통령과 주요 관료, 공무원이 나라를 이끌어간다. 또한 행정부, 입법부, 사법부가 서로 분리되어 견제하는 삼권 분립 체제이기도 하다.

### 행정 구역
기니는 8개 주(Region)로 구성되어 있으며 이들 지방은 다시 33개 현으로 나뉜다. 수도 코나크리는 특별시로 분류된다.
1. 보케주
2. 코나크리주
3. 파라나주
4. 캉칸주
5. 킨디아주
6. 라베주
7. 마무주
8. 은제레코레주

### 외교

#### 대한관계
손원일(당시 주서독 대사) 특사 일행은 1960년 7월, 기니를 친선 방문하고, 상호간의 이해증진과 외교관계 수립에 관하여 원칙적인 합의를 보았다. 대한민국과는 1978년 수교하였지만 2년 후인 1980년에 단교되었다. 그러나 2006년에 양국간 국교가 재개되었다. 북한과는 1960년 수교하였다. 외교관계가 중단되었지만 1988년에는 서울올림픽에서 선수 및 임원단을 파견하였다.

## 경제
농업이 주산업으로 커피·카카오가 전체의 50%를 차지하며, 인광석이 주요 수출품이다. 그 밖의 지하자원으로는 보크사이트·철광석이 유망하다.

## 사회

### 주민

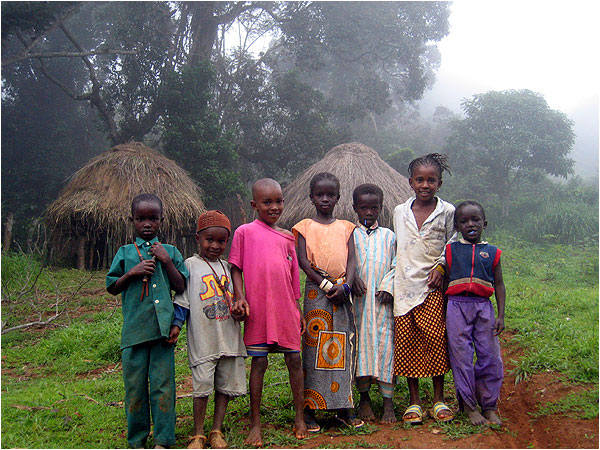
기니의 어린이들

주민은 풀라니족, 말링케족, 수수족, 기타 등이고, 외국인도 약간은 거주하고 있다.

### 언어
언어는 프랑스어가 공용어(1990년 헌법, 1조 4항)이지만 일상생활에서는 각 집단마다 언어를 이용하고 있다.

## 종교
종교는 무슬림이 약 85%, 기독교가 8%, 부족들이 믿는 소수의 전통 신앙이 7%이다. 현재 기니 교회는 복음교회, 성공회 등으로 구성되어 있으며, 1967년 사회주의 정부에 의해 가톨릭 선교사들과 개신교 선교사들이 추방당한 바 있다.

## 갱도

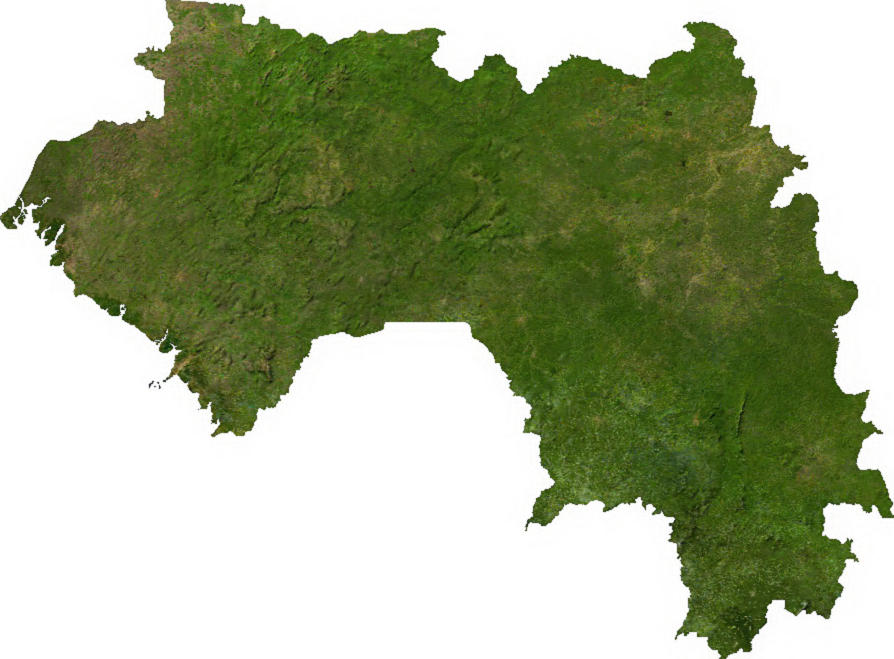
atlas Guinea
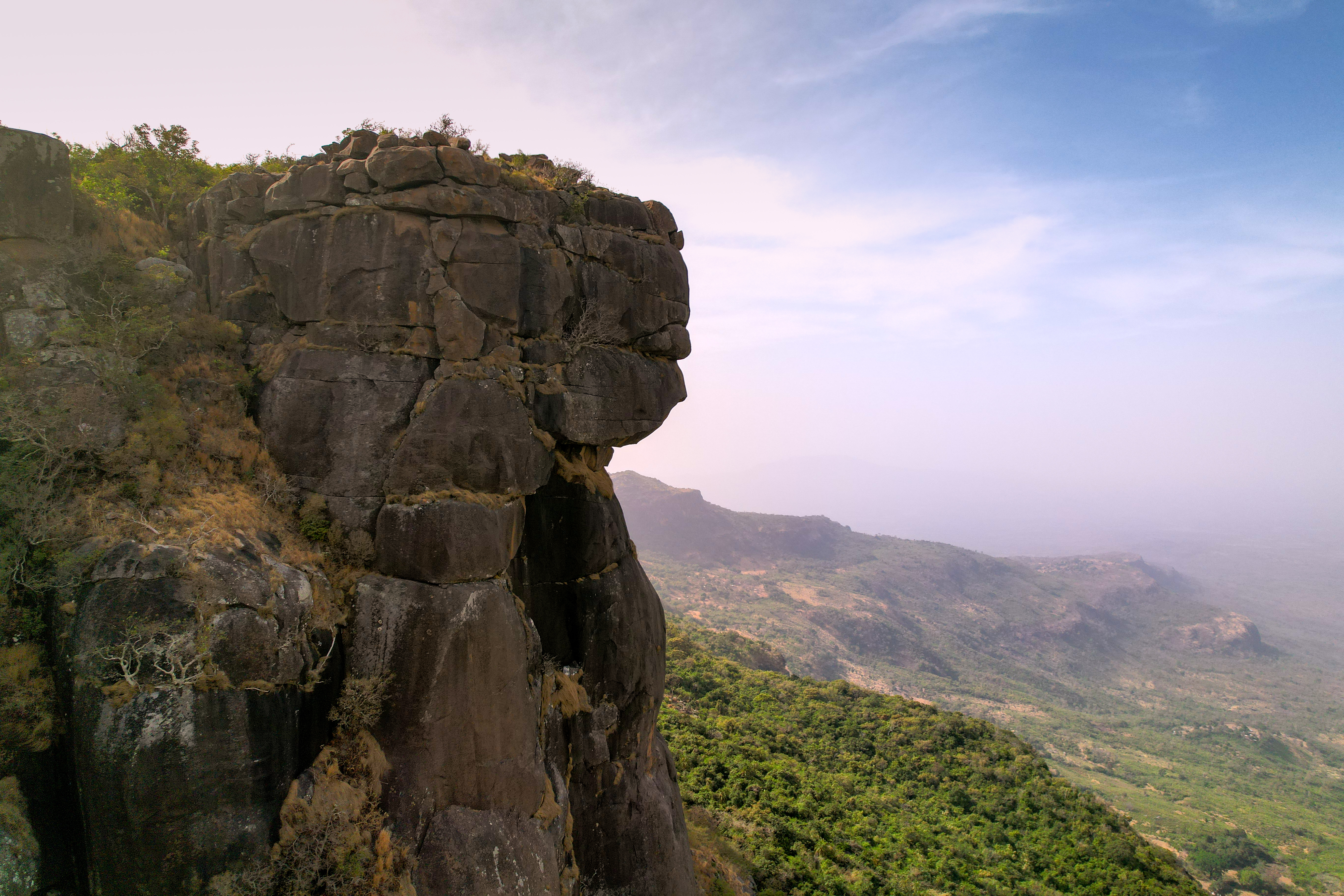
Dame de Mali
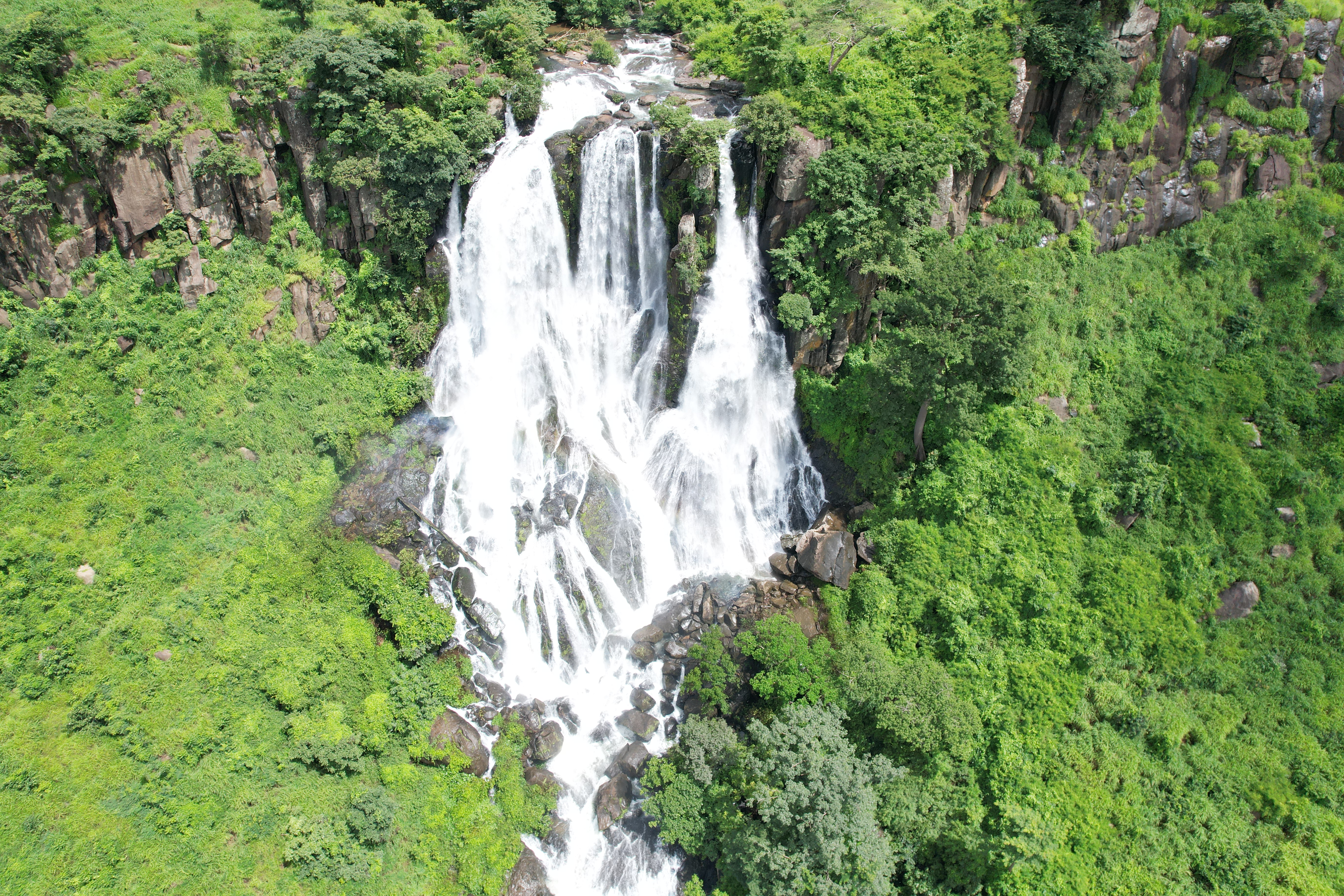
Chute de Tabouna à Kindia
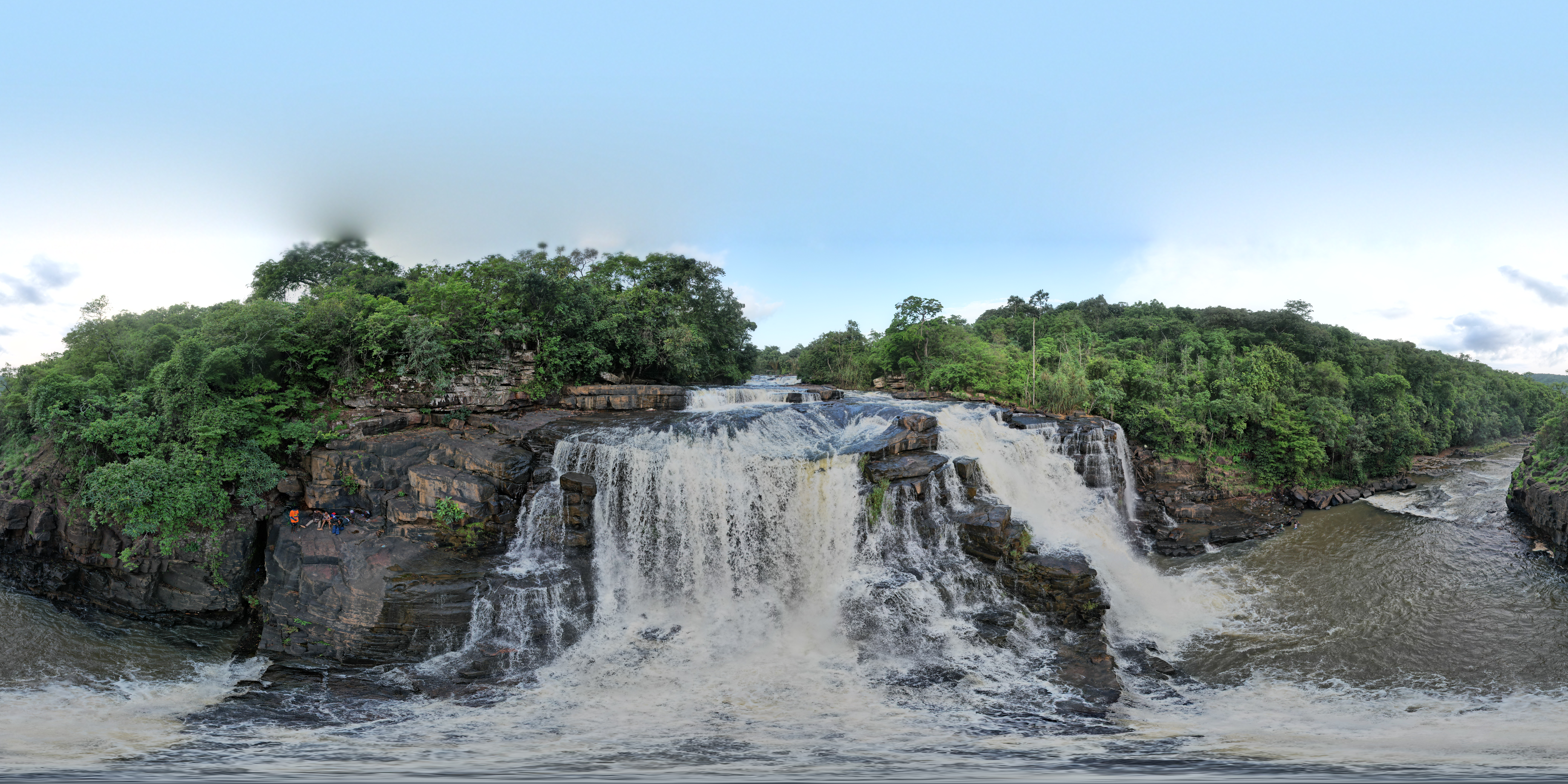
Chute de Saala Labé
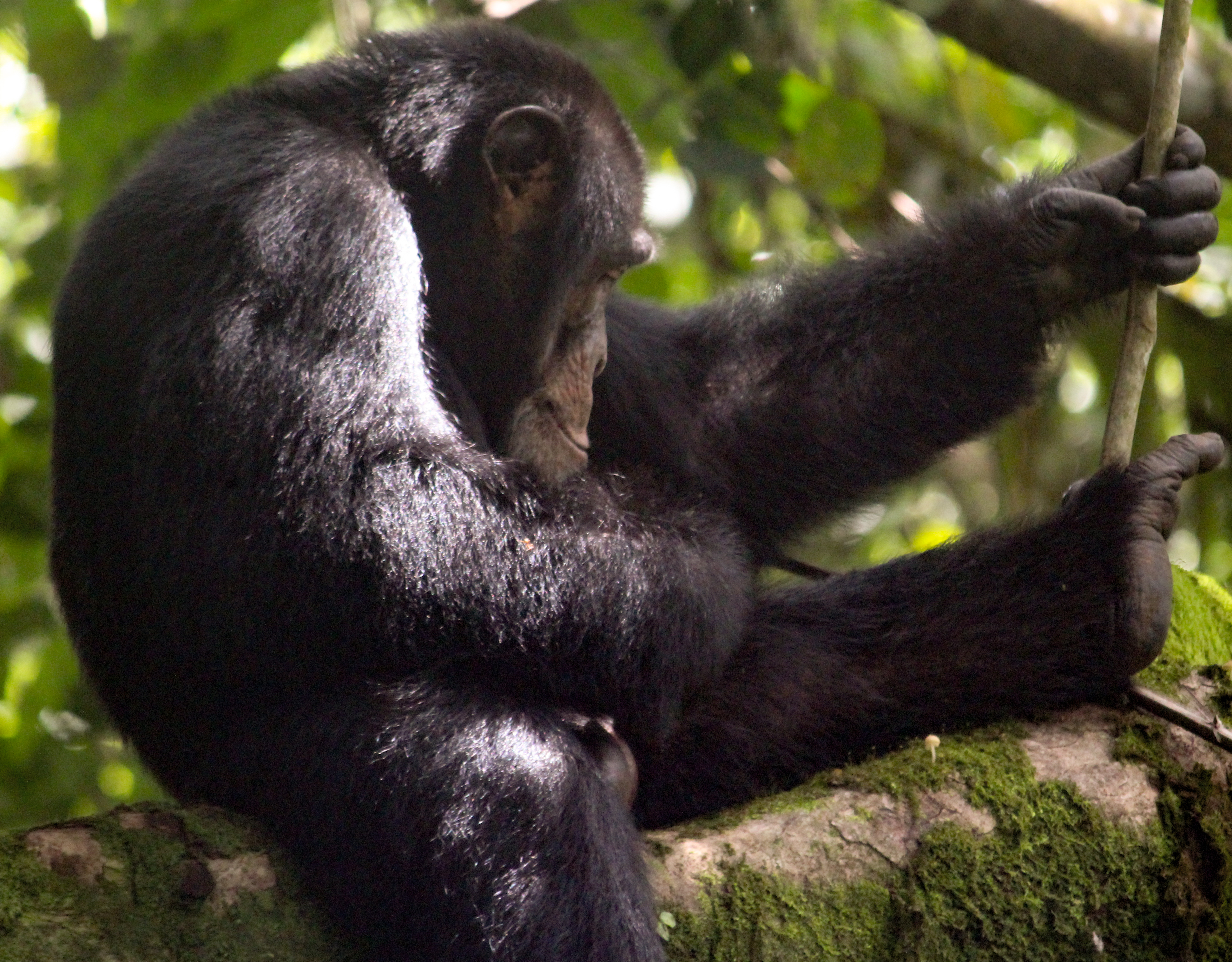
Chimpanzé de Bossou
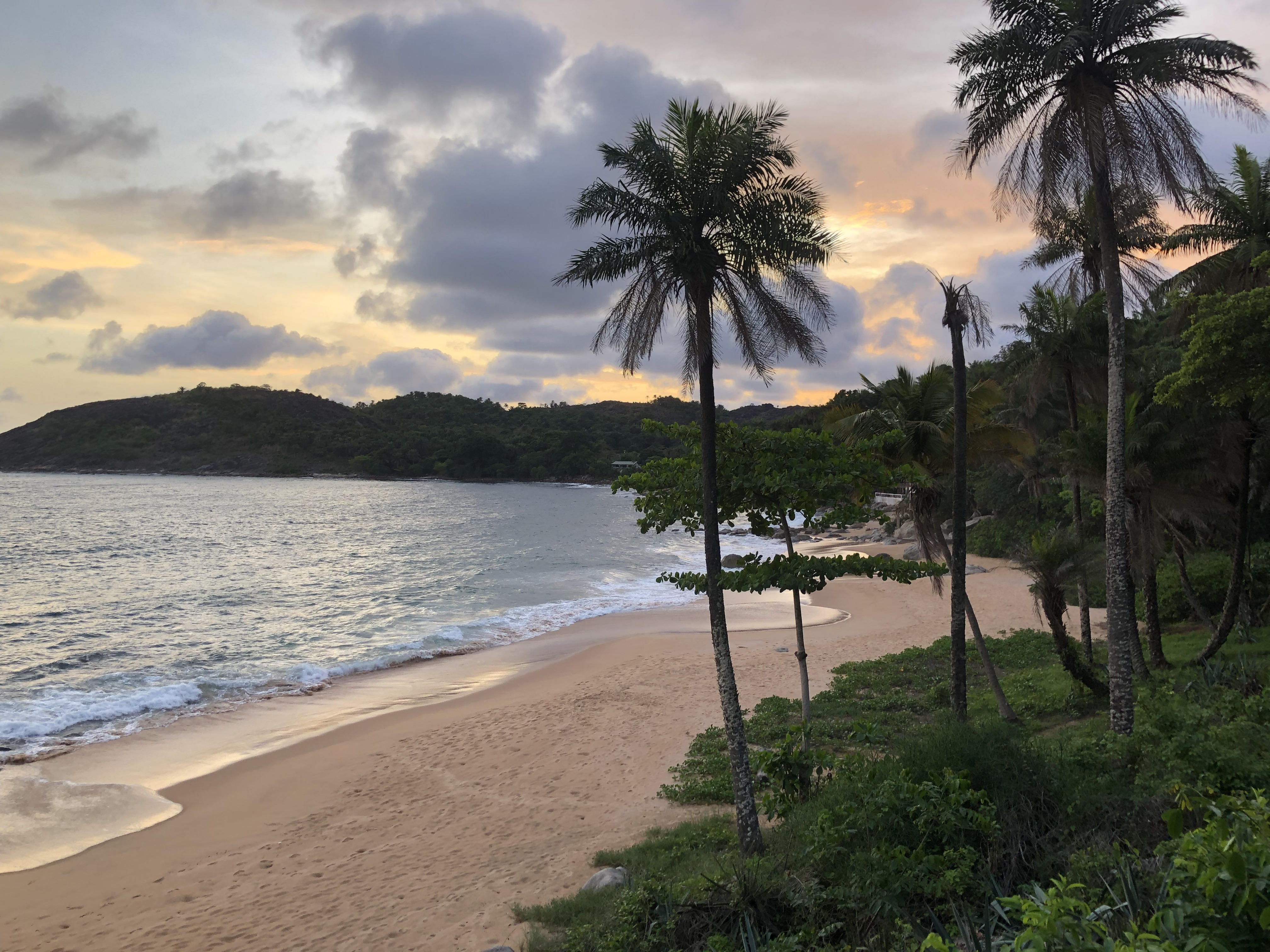
Plage sur les Ile de Loos